# Friedrich Gottlieb Heinrich Fielitz der Jüngere
Friedrich Gottlieb Heinrich Fielitz der Jüngere (* 29. August 1774 in Luckau; † 18. November 1813 in Görlitz) war ein deutscher Mediziner, Herausgeber und Autor.

## Leben
Friedrich Gottlieb Heinrich Fielitz, genannt der Jüngere, war der Sohn des Bürgermeisters von Luckau und Arztes Friedrich Gottlieb Heinrich Fielitz des Älteren. Nachdem er in seiner Heimatstadt das Gymnasium besucht hatte, studierte er in Dresden Medizin, um wie zuvor sein Vater und sein Großvater Arzt zu werden. 1805 wurde er an der Universität Wittenberg zum Dr. med. promoviert. Fielitz praktizierte wie vor ihm sein Vater in Luckau als Chirurg, Geburtshelfer und Stadtphysicus sowie als Arzt am dortigen Zucht-, Armen- und Waisenhaus. 1812 trat der die Stelle des Stadtphysikus‘ in Görlitz an.
Er veröffentlichte einige medizinische Schriften und war ab 1811 bis zu seinem Tode Sekretär und Bibliothekar der Oberlausitzischen Gesellschaft der Wissenschaften und Begründer und Herausgeber der Vaterländische Monatsschrift zunächst für beide Lausitzen auf das Jahr 1813. Darüber hinaus war Fielitz Mitglied der Freimaurerloge Zur gekrönten Schlange in Görlitz.
Im Alter von 39 Jahren starb er am „Nervenfieber“. Sein Sohn Heinrich August Fielitz wurde ebenfalls Arzt.